# 一起.左翼联盟

一起.左翼联盟标志

一起.左翼联盟，简称一起（KArtu），是立陶宛的一个左翼政党。2022年，左翼联盟作为一个无党派政治组织成立。2024年5月1日，左翼联盟改组为政党“一起.左翼联盟”。该党是中东欧绿色左翼联盟的成员。